# Red neuronal estocástica
Una red neuronal estocástica es un tipo de red neuronal artificial caracterizada por la introducción de variaciones aleatorias en la red, bien sea mediante la asignación de funciones de transferencia estocásticas a las neuronas artificiales, o bien asignando un peso estocástico a cada neuronas. Son herramientas útiles para resolver problemas de optimización, gracias a que las fluctuaciones aleatorias permiten al algoritmo escapar de los mínimos locales.
La máquina de Boltzmann es un ejemplo de red neuronal que emplea funciones de transferencia estocásticas. Cada neurona es binaria y su estado depende del resto de neuronas de la red.
Las redes neuronales estocásticas se aplican entre otros campos en oncología, en bioinformática y en análisis de riesgo.